# Ananias Ferreira
Ananias Ferreira (São Félix, 4 de outubro de 1924 - Bela Vista, 21 de julho de 2016) foi um capoeirista e mestre de capoeira brasileiro.
Quando jovem, trabalhou em lavoura de cana-de-açúcar e na indústria de fumo, antes de se mudar para Salvador, onde conviveu com mestres de capoeira e foi descoberto por produtores da cena teatral paulistana na década de 1950. Em São Paulo fundou o Centro Paulistano de Capoeira e Tradições Baianas, também conhecido como Casa Mestre Ananias, onde conduzia rodas de capoeira e de samba. 
Ele também foi responsável pela manutenção de uma roda de samba chamada Roda da República.
Morreu em 21 de julho de 2016, aos 91 anos.